# Henschia semiguttiger
Henschia semiguttiger är en insektsart som beskrevs av Alexander Fyodorovich Emeljanov 1972. Henschia semiguttiger ingår i släktet Henschia och familjen dvärgstritar. Inga underarter finns listade i Catalogue of Life.